# Чон Бьон Тхак
Чон Бьон Тхак (кор. 정병탁, 14 березня 1942, Йосу — 10 лютого 2016, Коян) — південнокорейський футболіст, що грав на позиції нападника. По завершенні ігрової кар'єри — тренер.
Виступав, зокрема, за збірну Південної Кореї, згодом тренував цю національну команду.

## Клубна кар'єра
Народився 14 березня 1942 року в місті Йосу. Вихованець футбольної команди Університету Йонсе.
У дорослому футболі дебютував 1967 року виступами за команду клубу «Янзі», в якій провів три сезони. 
1970 року перейшов до клубу «Сеул Траст Банк», за який відіграв 2 сезони до завершення професійної кар'єри футболіста у 1972 році.

## Виступи за збірну
1964 року дебютував в офіційних матчах у складі національної збірної Південної Кореї. Протягом кар'єри у національній команді, яка тривала 7 років, провів у формі головної команди країни 35 матчів, забивши 8 голів.
Був учасником Кубка Азії 1964 року, де відіграв у двох з трьох ігор корейців на груповій стадії, яку його команда не подолала.

## Кар'єра тренера
Розпочав тренерську кар'єру, повернувшись до футболу після тривалої перерви, 1984 року, очоливши тренерський штаб своєї рідної футбольної команди Університету Йонсе.
1994 року очолив тренерський штаб щойно створеного клубу «Чоннам Дрегонс», в якому пропрацював два роки.
Паралельно у вересні 1995 року був призначений головним тренером збірної Південної Кореї, проте залишив національну команду вже за два тижні, не провівши жодної офіційної гри на її тренерському містку.
Помер 10 лютого 2016 року на 74-му році життя у місті Коян.
| Дата       | Місто        | Господарі         | Результат | Гості             | Турнір                      | Голи | Примітки |
| ---------- | ------------ | ----------------- | --------- | ----------------- | --------------------------- | ---- | -------- |
| 27-5-1964  | Тель-Авів    | Індія             | 2 – 0     | Південна Корея    | Кубок Азії 1964             | -    |          |
| 31-5-1964  | Тель-Авів    | Південна Корея    | 1 – 0     | Гонконг           | Кубок Азії 1964             | -    |          |
| 19-8-1966  | Куала-Лумпур | Південна Корея    | 1 – 0     | Гонконг           | Pestabola Merdeka 1966      | -    |          |
| 21-8-1966  | Куала-Лумпур | Таїланд           | 1 – 2     | Південна Корея    | Pestabola Merdeka 1966      | 1    |          |
| 27-8-1966  | Куала-Лумпур | Малайзія          | 1 – 2     | Південна Корея    | Pestabola Merdeka 1966      | -    |          |
| 29-7-1967  | Тайбей       | Південна Корея    | 1 – 1     | Індонезія         | Відбір до Кубка Азії 1968   | -    |          |
| 1-8-1967   | Тайбей       | Японія            | 2 – 1     | Південна Корея    | Відбір до Кубка Азії 1968   | 1    |          |
| 5-8-1967   | Тайбей       | Південна Корея    | 7 – 0     | Філіппіни         | Відбір до Кубка Азії 1968   | 1    |          |
| 1-8-1967   | Тайбей       | Тайвань           | 1 – 0     | Південна Корея    | Відбір до Кубка Азії 1968   | -    |          |
| 11-8-1967  | Куала-Лумпур | Південна Корея    | 3 – 1     | Індонезія         | Pestabola Merdeka 1967      | -    |          |
| 13-8-1967  | Куала-Лумпур | Південна Корея    | 1 – 0     | Бірма             | Pestabola Merdeka 1967      | -    |          |
| 18-8-1967  | Куала-Лумпур | Тайвань           | 1 – 2     | Південна Корея    | Pestabola Merdeka 1967      | -    | 61'      |
| 20-8-1967  | Куала-Лумпур | Південна Корея    | 3 – 0     | Сінгапур          | Pestabola Merdeka 1967      | -    |          |
| 23-8-1967  | Куала-Лумпур | Малайзія          | 1 – 3     | Південна Корея    | Pestabola Merdeka 1967      | 1    |          |
| 26-8-1967  | Куала-Лумпур | Південна Корея    | 0 – 0     | Бірма             | Pestabola Merdeka 1967      | -    |          |
| 5-11-1967  | Хошимін      | Південна Корея    | 1 – 0     | Гонконг           | Кубок Незалежності В'єтнаму | -    |          |
| 7-11-1967  | Хошимін      | Південна Корея    | 3 – 1     | Таїланд           | Кубок Незалежності В'єтнаму | 1    |          |
| 11-11-1967 | Хошимін      | Південна Корея    | 2 – 1     | Малайзія          | Кубок Незалежності В'єтнаму | -    |          |
| 12-11-1967 | Хошимін      | Південний В'єтнам | 0 – 3     | Південна Корея    | Кубок Незалежності В'єтнаму | 1    |          |
| 14-11-1967 | Хошимін      | Південна Корея    | 2 – 3     | Австралія         | Кубок Незалежності В'єтнаму | -    |          |
| 12-8-1968  | Куала-Лумпур | Південна Корея    | 3 – 2     | Сінгапур          | Pestabola Merdeka 1968      | -    | 15'      |
| 12-10-1969 | Сеул         | Південна Корея    | 2 – 2     | Японія            | Відбір до ЧС 1970           | -    | 75'      |
| 18-10-1969 | Сеул         | Японія            | 0 – 2     | Південна Корея    | Відбір до ЧС 1970           | -    |          |
| 19-11-1969 | Бангкок      | Південна Корея    | 2 – 0     | Лаос              | Кубок Короля 1969           | 1    |          |
| 21-11-1969 | Бангкок      | Південна Корея    | 2 – 0     | Малайзія          | Кубок Короля 1969           | -    |          |
| 23-11-1969 | Бангкок      | Таїланд           | 0 – 0     | Південна Корея    | Кубок Короля 1969           | -    |          |
| 26-11-1969 | Бангкок      | Південна Корея    | 3 – 0     | Південний В'єтнам | Кубок Короля 1969           | 1    |          |
| 28-11-1969 | Бангкок      | Південна Корея    | 1 – 0     | Індонезія         | Кубок Короля 1969           | -    |          |
| 31-7-1970  | Куала-Лумпур | Таїланд           | 0 – 0     | Південна Корея    | Pestabola Merdeka 1970      | -    |          |
| 2-8-1970   | Куала-Лумпур | Південна Корея    | 1 – 1     | Японія            | Pestabola Merdeka 1970      | -    |          |
| 4-8-1970   | Пінанґ       | Південна Корея    | 4 – 0     | Сінгапур          | Pestabola Merdeka 1970      | -    |          |
| 6-8-1970   | Куала-Лумпур | Південна Корея    | 2 – 1     | Індонезія         | Pestabola Merdeka 1970      | -    |          |
| 9-8-1970   | Куала-Лумпур | Південна Корея    | 0 – 0     | Гонконг           | Pestabola Merdeka 1970      | -    | 45'      |
| 13-8-1970  | Куала-Лумпур | Південна Корея    | 3 – 2     | Індія             | Pestabola Merdeka 1970      | -    |          |
| 16-8-1970  | Куала-Лумпур | Південна Корея    | 3 – 2     | Бірма             | Pestabola Merdeka 1970      | -    |          |
| Усього     |              | Матчів            | 35        |                   | Голів                       | 8    |          |